# Single Girls
Single Girls è il primo singolo della cantante olandese Laura Jansen, estratto il 26 giugno 2009 dal suo album di debutto Bells e pubblicato dall'etichetta discografica Universal Music.

## Tracce
Download digitale
1. Single Girls - 3:30
2. Perfect - 4:10

## Classifiche
| Classifica (2009) | Posizione massima |
| ----------------- | ----------------- |
| Paesi Bassi       | 70                |